# Делемон
Делемо́н или Де́льсберг (фр. Delémont, нем. Delsberg) — город в швейцарском кантоне Юра, являющийся его административным центром. Расположен на реке Сорн, в обширной плодородной котловине Бернской Юры. Население — 12,566 жителей (2019), преимущественно католики. Железнодорожная станция на участке Базель — Биль.

## Население

### Религия
По данным переписи населения 2000 года 7826 человек (68,9% населения) были римо-католиками, 1272 человека (11,2%) принадлежали к швейцарской реформатской церкви, 58 человек (около 0,51%) были прихожанами православной церкви, 19 человек (около 0,17%) принадлежали к христианско-католической церкви, 339 человек (или около 2,99%) принадлежали к другой христианской церкви, 9 человек (или около 0,08% населения) принадлежали к иудаизму, 547 (или около 4,82%) исповедовали ислам, 13 человек исповедовали буддизм, 40 человек исповедовали индуизм, 7 человек принадлежали к другим конфессиям, 917 человек (или около 8,08%) не принадлежали ни к какой конфессии, были агностиками или атеистами, 474 человека (или около 4,18% населения) не ответили на этот вопрос.

## Известные уроженцы
- Дома, Мельхиор (1803—1871) — французский военный деятель, генерал-майор и писатель.
- Жоб (1927—2024) — швейцарский автор комиксов.